# Union rochefortoise
 (août 2021).
Si vous disposez d'ouvrages ou d'articles de référence ou si vous connaissez des sites web de qualité traitant du thème abordé ici, merci de compléter l'article en donnant les références utiles à sa vérifiabilité et en les liant à la section « Notes et références ».
Maillots
L'Union rochefortoise est un club de football belge, basé à Rochefort. Le club, porteur du matricule 2799, évolue en 2023-2024 en deuxième division ACFF (4e niveau), et a disputé au cours de son Histoire 17 saisons en Promotion, le quatrième niveau des séries nationales belges.
Le club est issu de la fusion, en avril 2020, entre la Royale Jeunesse rochefortoise football club et le FC Eprave. Outre le changement de nom, un changement intervient aussi dans les couleurs officielles. Alors que le matricule 2799 a connu le « Rouge et Blanc » et Éprave le « Vert et Blanc », l'Union Rochefortoise opte pour le « Bleu et Blanc ». L'historique "Rouge et Blanc" cède la place au "Bleu et Blanc".

## Histoire
La Jeunesse Rochefortoise Football Club est fondée à Rochefort le 3 mai 1939. Le club s'affilie dans la foulée à l'Union belge de football, qui lui attribue le matricule2799 et le verse au plus bas niveau régional. Le club doit néanmoins patienter avant d'effectuer ses débuts en championnat, le déclenchement de la Seconde Guerre mondiale mettant les compétitions en suspens. À la fin du conflit, le club peut enfin disputer les « vraies » compétitions régionales. Il progresse dans la hiérarchie durant une vingtaine d'années, et remporte son premier titre provincial en 1963, ce qui lui ouvre pour la première fois de son Histoire les portes des séries nationales.
Pour ses débuts en Promotion, la Jeunesse Rochefortoise FC obtient une belle cinquième place, mais le club ne peut éviter la relégation la saison suivante. Il remonte en nationales pour une saison en 1968, puis en 1970. Par la suite, le club passe deux décennies dans les séries provinciales, connaissant des fortunes diverses. Le 24 mars 1987, le club est reconnu « Société royale », et devient la Royale Jeunesse Rochefortoise Football Club. Finalement, après vingt ans d'attente, le club remporte un nouveau titre de première provinciale en 1990 et revient en Promotion.
De retour au niveau national, le club parvient cette fois à se maintenir en milieu de classement durant plusieurs saisons. Au fil des ans, le club devient une des valeurs sûres de la série, et termine à la quatrième place en 1997, ce qui le qualifie pour la première fois pour le tour final pour la montée en Division 3. Le club est battu 0-1 au premier tour par Beringen et éliminé. La saison suivante, le club se qualifie à nouveau pour le tour final, mais ne parvient pas à s'ouvrir la voie de la troisième division.
Par la suite, le club ne parvient plus à obtenir d'aussi bons résultats et chute au classement. Il termine les quatre saisons suivantes dans la seconde moitié du classement, puis finit treizième en 2003, une place synonyme de barrages à disputer pour assurer son maintien. Le club y est battu en déplacement à Lovendegem (2-0) et doit dès lors passer par le Tour final interprovincial. Défait à domicile par Spouwen-Mopertingen au terme d'une rencontre spectaculaire (3-4), le club rochefortois est relégué en première provinciale après treize saisons consécutives en Promotion.

### Première fusion
Avec la descente, surviennent des changements au niveau de la direction. D'anciens administrateurs et/ou sponsors importants s'en vont. Ce genre de personnes est délicat à remplacer. Le cercle ardennais entre dans une période plus anonyme. En 2008, une solution pour retrouver le lustre de la nationale est tentée dans une fusion avec un club voisin.
Le 1er juillet 2008 apparaît la Jeunesse Rochefortoise Jemelle Association (sous le matricule 2799). L'entité est formée par la fusion de la R. Jeunesse Rochefortoise FC (2799) et du FC Jemelle (matricule 7214), un cercle créé le 11 mai 1968 sous la dénomination de FC Maison des Jeunes Jemelle et qui a simplifié son nom le 30 septembre 1982.
Sportivement, la fusion n'apporte rien de concret. Le club est courageux mais il ne parvient plus à quitter sa Province de Namur. Après quelques années, la direction alors en place choisit de revenir au nom initial: R. Jeunesse Rochefortoise FC.
Par rapport aux séries nationales, c'est une attente longue de 16 années qui prend fin, quand le matricule 2799 gagne le droit de monter au terme de la saison 2018-2019. Engagé dans le Tour final interprovincial, Rochefort est contraint de reporté ses espoirs dans un quitte ou double lors de la "finale de repêchage". Opposé, en déplacement, à la JS Fizoise, le barragiste liégeois, les "Marcassins" s'imposent (2-4) et gagnent le droit de rejoindre la Division 3 Amateur.

### la RJRFC devient l'Union
En avril 2020, peu après l'interruption des compétitions en raison de la crise du Covid-19, le club annonce sa fusion avec le Football Club Éprave (7049). L'entité formée prend l'appellation d'Union Rochefortoise qui conserve le matricule 2799, mais délaisse les couleurs historiques "Rouge et Blanc" et opte pour le "Bleu et Blanc". Le timing de l'officialisation ne doit pas leurrer. La fusion n'est pas une surprise. Des pourparlers avaient été entamé depuis un bon moment. En fin d'année 2019, le mariage entre les deux clubs était déjà acquis. Restait à le concrétiser. Le (R) FC Éprave qui portait le matricule 7049 a été fondé le 1er juillet 1967 et affilié à l'URBSFA cinq jours plus tard. Ce cercle n'a jamais évolué en séries nationales.
Le club n'a guère le temps d'étrenner ses nouvelles couleurs et/ou structures puisque lors de sa première saison d'existence, les compétitions débutent tardivement puis sont... rapidement arrêtées. En raison de l'évolution des restrictions liées  à la Pandémie de Covid-19, la saison 2020-2021 est finalement annulée le 21 janvier 2021.

## Résultats dans les divisions nationales
Statistiques mises à jour le 3 décembre 2024 (terme de la saison 2023-2024)

### Bilan
| Niv | Divisions     | Jouées | Titres | TM Up | TM Down |
| --- | ------------- | ------ | ------ | ----- | ------- |
| I   | 1re nationale | 0      | 0      |       |         |
| II  | 2e nationale  | 0      | 0      |       |         |
| III | 3e nationale  | 0      | 0      |       |         |
| IV  | 4e nationale  | 18     | 0      |       |         |
| V   | 5e nationale  | 4      | 0      |       |         |
|     |               |        |        |       |         |
|     | TOTAUX        | 22     | 0      | 0     | 0       |

- TM Up : test-match pour départager des égalités, ou toutes formes de Barrages ou de Tour final pour une montée éventuelle.
- TM Down : test-match pour départager des égalités, ou toutes formes de Barrages ou de Tour final pour le maintien.

### Classements saison par saison
| Ordre               | Saison  | Nom du club            | Niveau                  | Classement final | Remarques                                                                 |
| ------------------- | ------- | ---------------------- | ----------------------- | ---------------- | ------------------------------------------------------------------------- |
| 1                   | 1963-64 | J. Rochefortoise FC    | Promotion série D       | 5e/16            |                                                                           |
| 2                   | 1964-65 | J. Rochefortoise FC    | Promotion série A       | 14e/16           | Relégué!                                                                  |
| séries provinciales |         |                        |                         |                  |                                                                           |
| 3                   | 1968-69 | J. Rochefortoise FC    | Promotion série D       | 15e/16           | Relégué!                                                                  |
| séries provinciales |         |                        |                         |                  |                                                                           |
| 4                   | 1970-71 | J. Rochefortoise FC    | Promotion série B       | 15e/16           | Relégué!                                                                  |
| séries provinciales |         |                        |                         |                  |                                                                           |
| 5                   | 1990-91 | RJ Rochefortoise FC    | Promotion série C       | 8e/16            |                                                                           |
| 6                   | 1991-92 | RJ Rochefortoise FC    | Promotion série D       | 6e/16            |                                                                           |
| 7                   | 1992-93 | RJ Rochefortoise FC    | Promotion série D       | 5e/16            |                                                                           |
| 8                   | 1993-94 | RJ Rochefortoise FC    | Promotion série D       | 11e/16           |                                                                           |
| 9                   | 1994-95 | RJ Rochefortoise FC    | Promotion série D       | 7e/16            |                                                                           |
| 10                  | 1995-96 | RJ Rochefortoise FC    | Promotion série D       | 6e/16            |                                                                           |
| 11                  | 1996-97 | RJ Rochefortoise FC    | Promotion série D       | 4e/16            | Tour final!                                                               |
| 12                  | 1997-98 | RJ Rochefortoise FC    | Promotion série D       | 4e/16            | Tour final!                                                               |
| 13                  | 1998-99 | RJ Rochefortoise FC    | Promotion série D       | 12e/16           |                                                                           |
| 14                  | 1999-00 | RJ Rochefortoise FC    | Promotion série D       | 10e/16           |                                                                           |
| 15                  | 2000-01 | RJ Rochefortoise FC    | Promotion série D       | 11e/16           |                                                                           |
| 16                  | 2001-02 | RJ Rochefortoise FC    | Promotion série D       | 10e/16           |                                                                           |
| 17                  | 2002-03 | RJ Rochefortoise FC    | Promotion série D       | 13e/16           | Relégué après barrages!                                                   |
| séries provinciales |         |                        |                         |                  |                                                                           |
| 18                  | 2019-20 | RJ Rochefortoise FC    | D3 Amateur série B      | 7e/16            | championnat stoppé après 24 journées en raison der la crise du Covid-19". |
| 19                  | 2020-21 | R. Union Rochefortoise | Division 3 ACFF série B | N/A              | Saison annulée !                                                          |
| 20                  | 2021-22 | R. Union Rochefortoise | Division 3 ACFF série B | 2e/16            |                                                                           |
| 21                  | 2022-23 | R. Union Rochefortoise | Division 3 ACFF série B | 1er/16           | Champion et Promu !                                                       |
| 22                  | 2023-24 | R. Union Rochefortoise | Division 2 ACFF         | 2e/18            | Promu !                                                                   |
| 23                  | 2024-25 | R. Union Rochefortoise | Nationale 1 ACFF        | ... /12          |                                                                           |